# 布拉德·因曼
布拉德·因曼（英語：Brad Inman；1991年12月10日—）是一位蘇格蘭-澳大利亞人職業足球選手，現在效力於澳職球隊布里斯班獅吼。他代表蘇格蘭U19及U21國家隊參加國際賽事。2016年，因曼首次代表澳大利亞國家隊參賽。

## 外部連結
- Profile （页面存档备份，存于） at the official Newcastle United website
- 足球数据库：布拉德·因曼的球员统计数据
- Scotland stats （页面存档备份，存于） at Scottish FA